# Jaime Pacheco
Jaime Moreira Pacheco más conocido como Jaime Pacheco (n. Paredes, Portugal, 22 de julio de 1958) es un exfutbolista y actual entrenador portugués, que jugaba como mediocampista y militó en diversos clubes de Portugal. Es plenamente identificado con el FC Porto de su país, donde jugó en 2 ciclos distintos y con el cual, ganó muchos títulos locales e internacionales. También jugó en el Sporting Lisboa, donde estuvo 2 temporadas.

## Selección nacional
Ha sido internacional con la selección de Portugal en 25 partidos internacionales y no anotó goles. Incluso participó con la selección portuguesa en una sola edición de la Copa Mundial, la de México 1986, donde su selección quedó eliminada en la primera fase en la cita de México.

### Participaciones en Copas del Mundo
| Mundial              | Sede   | Resultado    |
| -------------------- | ------ | ------------ |
| Copa Mundial de 1986 | México | Primera Fase |

## Clubes
| Club            | País     | Año         |
| --------------- | -------- | ----------- |
| Aliados Lordelo | Portugal | 1975 - 1979 |
| FC Porto        | Portugal | 1979 - 1984 |
| Sporting Lisboa | Portugal | 1984 - 1986 |
| FC Porto        | Portugal | 1986 - 1989 |
| Vitória Setúbal | Portugal | 1989 - 1991 |
| Paços Ferreira  | Portugal | 1991 - 1993 |
| Sporting Braga  | Portugal | 1993 - 1994 |
| Rio Ave         | Portugal | 1994 - 1995 |
| USC Paredes     | Portugal | 1995        |

## Palmarés

### Como jugador

#### Torneos nacionales
| Título                | Club        | País     | Año  |
| --------------------- | ----------- | -------- | ---- |
| Supercopa de Portugal | F. C. Porto | Portugal | 1981 |
| Supercopa de Portugal | F. C. Porto | Portugal | 1983 |
| Copa de Portugal      | F. C. Porto | Portugal | 1984 |
| Supercopa de Portugal | F. C. Porto | Portugal | 1986 |
| Copa de Portugal      | F. C. Porto | Portugal | 1988 |
| Primeira Divisão      | F. C. Porto | Portugal | 1988 |

#### Torneos internacionales
| Título                | Club        | Sede   | Año  |
| --------------------- | ----------- | ------ | ---- |
| Copa de Europa        | F. C. Porto | Viena  | 1987 |
| Supercopa de la UEFA  | F. C. Porto | Oporto | 1987 |
| Copa Intercontinental | F. C. Porto | Tokio  | 1987 |

### Como entrenador

#### Torneos nacionales
| Título          | Club           | País           | Año     |
| --------------- | -------------- | -------------- | ------- |
| Primeira Liga   | Boavista FC    | Portugal       | 2000-01 |
| Copa Federación | Al-Shabab Club | Arabia Saudita | 2009-10 |